# Sulmierzyce (Pajęczno)
Pour les articles homonymes, voir Sulmierzyce (homonymie).
Sulmierzyce (prononciation [sulmjɛˈʐɨt͡sɛ]) est un village de la gmina de Sulmierzyce, du powiat de Pajęczno, dans la voïvodie de Łódź, situé dans le centre de la Pologne.
Le village est le siège administratif (chef-lieu) de la gmina appelée gmina de Sulmierzyce.
Il se situe à environ 14 kilomètres à l'est de Pajęczno (siège du powiat) et 70 kilomètres au sud de Łódź (capitale de la voïvodie).
Sa population s'élevait approximativement à 1 400 habitants en 2006.

## Administration
De 1975 à 1998, le village était attaché administrativement à l'ancienne voïvodie de Piotrków.

Depuis 1999, il fait partie de la nouvelle voïvodie de Łódź.